# Кара-Суу
Кара́-Су́у (кирг. Кара-Суу — «чорна вода») — місто в Киргизстані, адміністративний центр Кара-Сууського району Ошської області.

## Географія
Кара-Суу розташований в 18 км на північ від міста Ош. Відстань по автодорозі до столиці Киргизстану Бішкека — 650 км, до найближчого аеропорту в місті Ош — 15 км.
Киргизько-узбецький кордон у районі міста проходить здебільшого каналом, що відокремлює Кара-Суу від узбецького містечка Карасув.
Через місто Кара-Суу раніше проходила міжрегіональна транспортна автодорога Ош — (Ханабад) — Джалал-Абад — Бішкек (зараз це повідомлення здійснюється в об'їзд узбецької території через Узген). Працює залізниця Джалал-Абад — Андижан (Узбекистан).

## Клімат
| Клімат Кара-Суу (868 м) за останні 10 років (2008-2017 роки) | Клімат Кара-Суу (868 м) за останні 10 років (2008-2017 роки) | Клімат Кара-Суу (868 м) за останні 10 років (2008-2017 роки) | Клімат Кара-Суу (868 м) за останні 10 років (2008-2017 роки) | Клімат Кара-Суу (868 м) за останні 10 років (2008-2017 роки) | Клімат Кара-Суу (868 м) за останні 10 років (2008-2017 роки) | Клімат Кара-Суу (868 м) за останні 10 років (2008-2017 роки) | Клімат Кара-Суу (868 м) за останні 10 років (2008-2017 роки) | Клімат Кара-Суу (868 м) за останні 10 років (2008-2017 роки) | Клімат Кара-Суу (868 м) за останні 10 років (2008-2017 роки) | Клімат Кара-Суу (868 м) за останні 10 років (2008-2017 роки) | Клімат Кара-Суу (868 м) за останні 10 років (2008-2017 роки) | Клімат Кара-Суу (868 м) за останні 10 років (2008-2017 роки) | Клімат Кара-Суу (868 м) за останні 10 років (2008-2017 роки) |
| Показник                                                     | Січ.                                                         | Лют.                                                         | Бер.                                                         | Квіт.                                                        | Трав.                                                        | Черв.                                                        | Лип.                                                         | Серп.                                                        | Вер.                                                         | Жовт.                                                        | Лист.                                                        | Груд.                                                        | Рік                                                          |
| Середній максимум, °C                                        | 3,3                                                          | 4,8                                                          | 13,5                                                         | 20,1                                                         | 25,6                                                         | 30,5                                                         | 32,5                                                         | 31,4                                                         | 27,2                                                         | 19,5                                                         | 11,1                                                         | 4,9                                                          | 18,7                                                         |
| Середня температура, °C                                      | −1                                                           | 0,8                                                          | 8,5                                                          | 14,5                                                         | 19,3                                                         | 23,4                                                         | 25,4                                                         | 24,1                                                         | 20,1                                                         | 13,2                                                         | 6,2                                                          | 0,9                                                          | 13,0                                                         |
| Середній мінімум, °C                                         | −5,2                                                         | −3,2                                                         | 3,6                                                          | 8,9                                                          | 12,9                                                         | 16,2                                                         | 18,2                                                         | 16,9                                                         | 12,9                                                         | 6,9                                                          | 1,2                                                          | −3,2                                                         | 7,2                                                          |
| ------------------------------------------------------------ | ------------------------------------------------------------ | ------------------------------------------------------------ | ------------------------------------------------------------ | ------------------------------------------------------------ | ------------------------------------------------------------ | ------------------------------------------------------------ | ------------------------------------------------------------ | ------------------------------------------------------------ | ------------------------------------------------------------ | ------------------------------------------------------------ | ------------------------------------------------------------ | ------------------------------------------------------------ | ------------------------------------------------------------ |
| Джерело: www.weatheronline.co.uk                             |                                                              |                                                              |                                                              |                                                              |                                                              |                                                              |                                                              |                                                              |                                                              |                                                              |                                                              |                                                              |                                                              |

## Економіка
Основою економіки міста в даний час є Кара-Сууський оптово-роздрібний ринок, що обслуговує покупців всього південного Киргизстану і областей Узбекистану і Таджикистану, що примикають.
Основні поставки товару на ринок йдуть безпосередньо з Китаю, є також товарообіг із ринком Дордою з Бішкеку. Окрім місцевих торговців, на ринку також працюють громадяни КНР та Узбекистану.
У місті діють промислові підприємства, хоча випуск їхньої продукції незначний, і, в основному, спрямований на обслуговування місцевих потреб:
- АТ «Ак-Алтин» (бавовниний завод);
- АТ «Аска» (маслоекстракційний завод);
- ДАТ «Дан-Азик» (комбінат хлібопродуктів);
- ГОО «Буудай-Нан» (комбінат хлібопродуктів);
- АТ «Улук-Нан» (хлібзавод);
- АТ «Авторемзавод» (завод із випуску інструментів для ремонту автомобільних двигунів);
- АТ «Сільгосптехніка».